# Sverige i paralympiska spelen

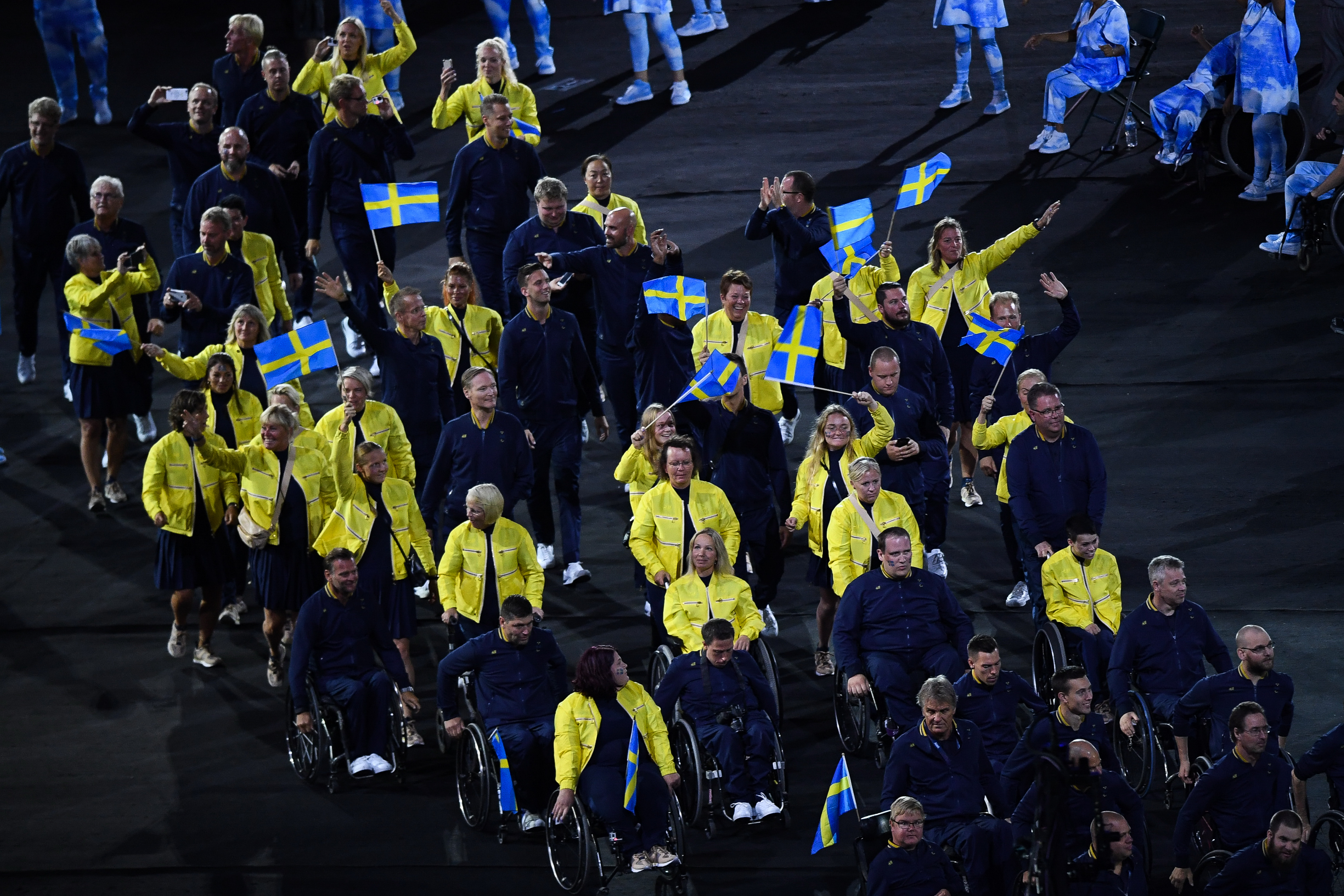
Sveriges trupp vid Paralympiska sommarspelen 2016.

Sverige har deltagit i samtliga paralympiska spel sedan premiären 1960.
Den främsta svenska framgången i vinterspelen kom vid de första spelen 1976, då landet fick sammanlagt 20 medaljer vilket var fjärde flest bland de deltagande nationerna. De mest framgångsrika sommarspelen för Sverige var spelen 1984, då Sverige vann 160 medaljer, vilket också förblivit landets rekord i paralympiska spel (antalet medaljgrenar per spel har därefter minskat väsentligt). 
| Sverige vid de paralympiska sommarspelen | Sverige vid de paralympiska sommarspelen | Sverige vid de paralympiska sommarspelen | Sverige vid de paralympiska sommarspelen | Sverige vid de paralympiska sommarspelen | Sverige vid de paralympiska sommarspelen |
| ---------------------------------------- | ---------------------------------------- | ---------------------------------------- | ---------------------------------------- | ---------------------------------------- | ---------------------------------------- |
| År                                       | Guld                                     | Silver                                   | Brons                                    | Totalt                                   | Rankning                                 |
| 1960                                     | 0                                        | 0                                        | 0                                        | 0                                        | -                                        |
| 1964                                     | 0                                        | 0                                        | 1                                        | 1                                        | 17                                       |
| 1968                                     | 1                                        | 6                                        | 4                                        | 11                                       | 17                                       |
| 1972                                     | 5                                        | 6                                        | 6                                        | 17                                       | 14                                       |
| 1976                                     | 22                                       | 27                                       | 24                                       | 73                                       | 9                                        |
| 1980                                     | 31                                       | 36                                       | 24                                       | 91                                       | 7                                        |
| 1984                                     | 83                                       | 43                                       | 34                                       | 160                                      | 4                                        |
| 1988                                     | 42                                       | 38                                       | 23                                       | 103                                      | 6                                        |
| 1992                                     | 7                                        | 22                                       | 9                                        | 38                                       | 18                                       |
| 1996                                     | 12                                       | 14                                       | 11                                       | 37                                       | 13                                       |
| 2000                                     | 5                                        | 6                                        | 10                                       | 21                                       | 29                                       |
| 2004                                     | 8                                        | 7                                        | 6                                        | 21                                       | 21                                       |
| 2008                                     | 5                                        | 3                                        | 4                                        | 12                                       | 24                                       |
| 2012                                     | 4                                        | 4                                        | 4                                        | 12                                       | 29                                       |
| 2016                                     | 1                                        | 4                                        | 5                                        | 10                                       | 49                                       |
| 2020                                     | 1                                        | 5                                        | 2                                        | 8                                        | 50                                       |
| 2024                                     | 0                                        | 1                                        | 2                                        | 3                                        | 72                                       |

De fetmarkerade siffrorna anger landsrekord för Sverige.
| Sverige vid de paralympiska vinterspelen | Sverige vid de paralympiska vinterspelen | Sverige vid de paralympiska vinterspelen | Sverige vid de paralympiska vinterspelen | Sverige vid de paralympiska vinterspelen | Sverige vid de paralympiska vinterspelen |
| ---------------------------------------- | ---------------------------------------- | ---------------------------------------- | ---------------------------------------- | ---------------------------------------- | ---------------------------------------- |
| År                                       | Gold                                     | Silver                                   | Bronze                                   | Totalt                                   | Rankning                                 |
| 1976                                     | 6                                        | 7                                        | 7                                        | 20                                       | 4                                        |
| 1980                                     | 5                                        | 3                                        | 5                                        | 13                                       | 4                                        |
| 1984                                     | 6                                        | 4                                        | 5                                        | 15                                       | 7                                        |
| 1988                                     | 3                                        | 7                                        | 5                                        | 15                                       | 9                                        |
| 1992                                     | 1                                        | 1                                        | 2                                        | 4                                        | 12                                       |
| 1994                                     | 3                                        | 3                                        | 2                                        | 8                                        | 8                                        |
| 1998                                     | 0                                        | 1                                        | 5                                        | 6                                        | 19                                       |
| 2002                                     | 0                                        | 6                                        | 3                                        | 9                                        | 19                                       |
| 2006                                     | 0                                        | 0                                        | 1                                        | 1                                        | 19                                       |
| 2010                                     | 0                                        | 0                                        | 2                                        | 2                                        | 19                                       |
| 2014                                     | 1                                        | 2                                        | 1                                        | 4                                        | 11                                       |
| 2018                                     | 0                                        | 1                                        | 0                                        | 1                                        | 24                                       |
| 2022                                     | 2                                        | 2                                        | 3                                        | 7                                        | 12                                       |

De fetmarkerade siffrorna anger landsrekord för Sverige.